# KMNVERSE
『KMNVERSE』（ケモノヴァース）は、日本のバーチャルYouTuberユニット・KMNZの1枚目のアルバム。2019年11月22日にKMNLABELから発売された。

## 概要
- 自身初のフルアルバム[3]。全楽曲オリジナル曲で、歌5曲がKMNZが作詞に関わっている[4]。
- アルバム制作に向けたクラウドファンディング「KMNZ 1st ALBUM PROJECT」を実施、目標額の2倍となる1,000万円以上の支援を獲得したことで制作が実現した[注 1]。
- ジャケットは、しゅがおが描いた。

## 楽曲解説
1. OPENING
2019年11月21日にミュージックビデオが公開された。
7. VR
配信限定1stシングル。
8. GALAXY
2020年3月13日にミュージックビデオが公開された。

## 収録楽曲

### 全形態共通
| #         | タイトル       | 作詞               | 作曲・編曲 | プロデュース     | 時間 |
| --------- | -------------- | ------------------ | ---------- | ---------------- | ---- |
| 1.        | 「OPENING」    | C. Yaca            |            | YACA IN DA HOUSE | 2:16 |
| 2.        | 「R U GAME?」  | KMNZ C. Yaca       |            | NekoHacher       | 3:52 |
| 3.        | 「melty girl」 | nyankobrq with LIZ |            | nyankobrq        | 3:23 |
| 4.        | 「sTarZ」      | C. Yaca            |            | zukio            | 3:17 |
| 5.        | 「retouch」    | C. Yaca with LITA  |            | YACA IN DA HOUSE | 3:38 |
| 6.        | 「DEF / RAG」  | KMNCREW            |            | amauri           | 3:06 |
| 7.        | 「VR」         | KMNZ KMNCREW       |            | Snail's House    | 3:14 |
| 8.        | 「GALAXY」     | KMNZ KMNCREW       |            | Snail's House    | 4:15 |
| 合計時間: | 合計時間:      | 合計時間:          | 合計時間:  | 27:01            |      |

## チャート成績
| チャート     | チャート                            | 日付または週         | 最高順位 |
| ------------ | ----------------------------------- | -------------------- | -------- |
| iTunes Store | ヒップホップ／ラップ トップアルバム | 2019年11月21日       | 1位      |
| iTunes Store | ミュージック トップアルバム         | 2019年11月21日       | 3位      |
| Apple Music  | ヒップホップ／ラップ トップアルバム | 2019年11月23日       | 12位     |
| OTOTOY       | ototoy ハイレゾランキング           | 2020年3月11日 - 17日 | 2位      |

| チャート     | チャート                            | 日付または週   | 国・地域     | 最高順位 |
| ------------ | ----------------------------------- | -------------- | ------------ | -------- |
| iTunes Store | ヒップホップ／ラップ トップアルバム | 2019年9月16日  | フィリピン   | 4位      |
| iTunes Store | ヒップホップ／ラップ トップアルバム | 2019年10月18日 | フランス     | 6位      |
| iTunes Store | ヒップホップ／ラップ トップアルバム | 2019年11月21日 | 香港         | 1位      |
| iTunes Store | ヒップホップ／ラップ トップアルバム | 2019年11月21日 | 台湾         | 1位      |
| iTunes Store | ヒップホップ／ラップ トップアルバム | 2019年11月27日 | インドネシア | 1位      |
| iTunes Store | ヒップホップ／ラップ トップアルバム | 2019年11月28日 | ブラジル     | 88位     |
| iTunes Store | ヒップホップ／ラップ トップアルバム | 2020年12月21日 | ノルウェー   | 2位      |
| iTunes Store | ミュージック トップアルバム         | 2019年10月18日 | フランス     | 151位    |
| iTunes Store | ミュージック トップアルバム         | 2019年11月21日 | 台湾         | 9位      |
| iTunes Store | ミュージック トップアルバム         | 2019年11月22日 | 香港         | 13位     |
| iTunes Store | ミュージック トップアルバム         | 2019年11月27日 | インドネシア | 7位      |
| iTunes Store | ミュージック トップアルバム         | 2020年12月21日 | ノルウェー   | 12位     |
| Apple Music  | ヒップホップ／ラップ トップアルバム | 2020年5月14日  | シンガポール | 56位     |
| Apple Music  | ヒップホップ／ラップ トップアルバム | 2019年11月23日 | 中国         | 45位     |
| Apple Music  | ヒップホップ／ラップ トップアルバム | 2019年12月2日  | タイ         | 84位     |
| Apple Music  | ヒップホップ／ラップ トップアルバム | 2019年12月10日 | 韓国         | 58位     |
| Apple Music  | ヒップホップ／ラップ トップアルバム | 2019年12月29日 | 台湾         | 80位     |
| Apple Music  | ヒップホップ／ラップ トップアルバム | 2020年1月6日   | 香港         | 74位     |
| Apple Music  | ヒップホップ／ラップ トップアルバム | 2021年2月19日  | ベトナム     | 23位     |

- 計14の国と地域でランクイン。
- 国内チャートでは3つのチャートでトップ3入りを果たした[5]。
- 海外チャートでは、香港・台湾・インドネシア・ノルウェーでトップ3入りを果たした。